# 난고 13초메역
난고 13초메 역(일본어: 南郷13丁目駅)은 일본 홋카이도 삿포로시 시로이시구에 위치한 삿포로 시영 지하철의 역이다. 이 역부터 히바리가오카역까지 상대식 승강장만 계속된다.

## 역 구조
지하 1층에 개찰구와 대합실, 지하 2층에 2면 2선의 상대식 승강장이 있다. 출입구는 총 3곳 있다. 엘리베이터는 각각의 승강장과 개찰구 간에 위치하고, 1번 출입구로 향하는 도중에 지상으로 연결되는 엘리베이터가 설치되어 있다.

### 타는 곳
| 1 | 도자이 선 | 신삿포로 방면                     |
| 2 | 도자이 선 | 시로이시・오도리・미야노사와 방면 |

## 이용 현황
삿포로 시 교통국의 조사에 따르면 2015년도 1일 평균 승차 인원은 6,848명이다.
최근 1일 평균 승차 인원의 추이는 다음과 같다.
| 연도 | 1일 평균 승차 인원 |
| ---- | ------------------ |
| 2009 | 5,852              |
| 2010 | 6,007              |
| 2011 | 6,087              |
| 2012 | 6,274              |
| 2013 | 6,457              |
| 2014 | 6,731              |
| 2015 | 6,848              |

## 역 주변
역은 난고도리과 시라이시모이와도리 사거리의 직하부에 있다.
- 호쿠리쿠 은행 시로이시 지점
- TSUTAYA 난고13초메 점
- 시로이시난고 우체국
- 삿포로 시립 히가시하쿠세키 초등학교
- 삿포로 시립 히가시하쿠세키 중학교
- 삿포로 시립 혼고 초등학교
- 국도 제12호선
- 시로이시 신사

## 역사
- 1982년 3월 21일: 영업 개시.
- 2008년 10월 25일: 스크린도어 사용 개시.

## 사진

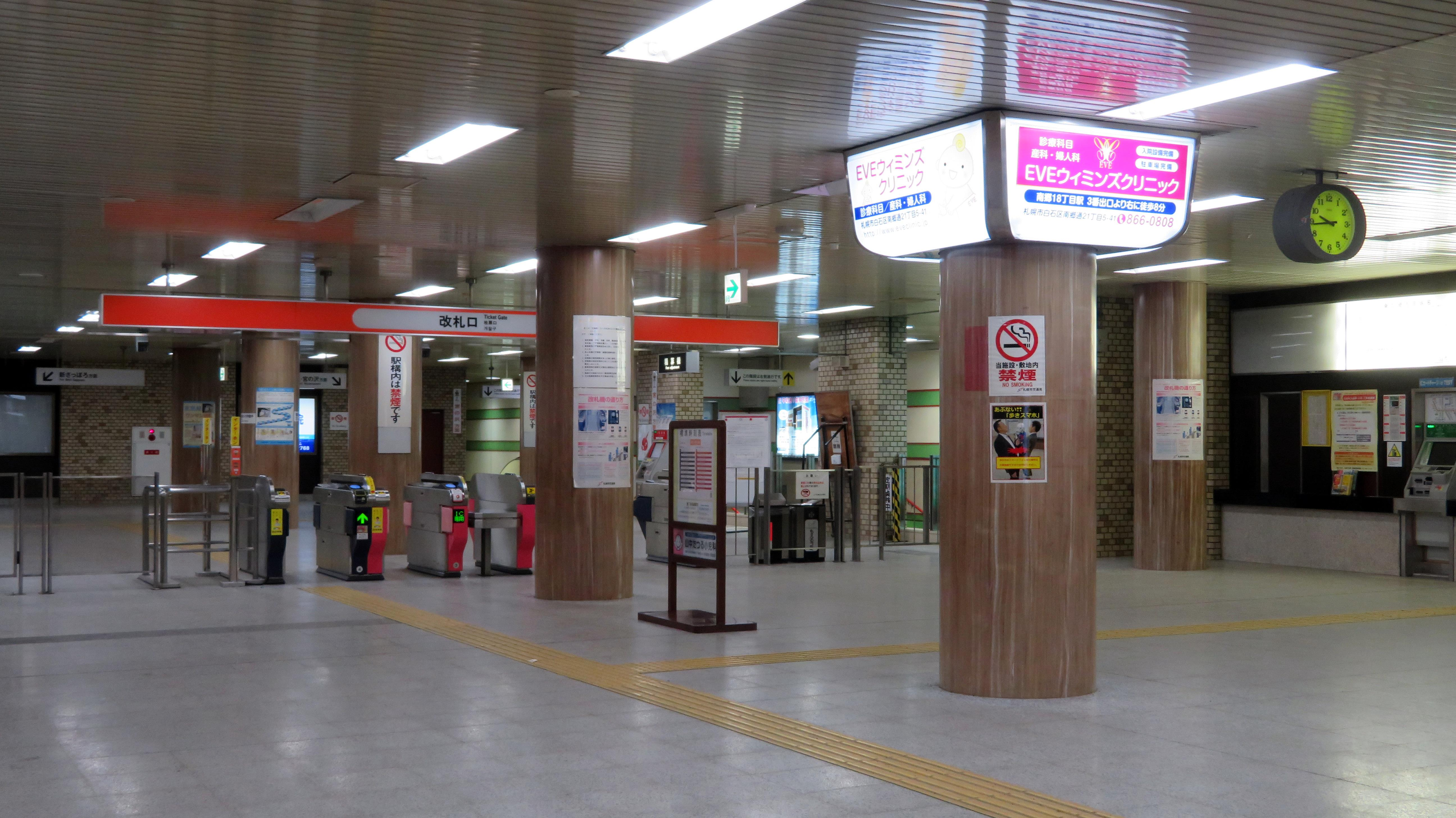
개찰구
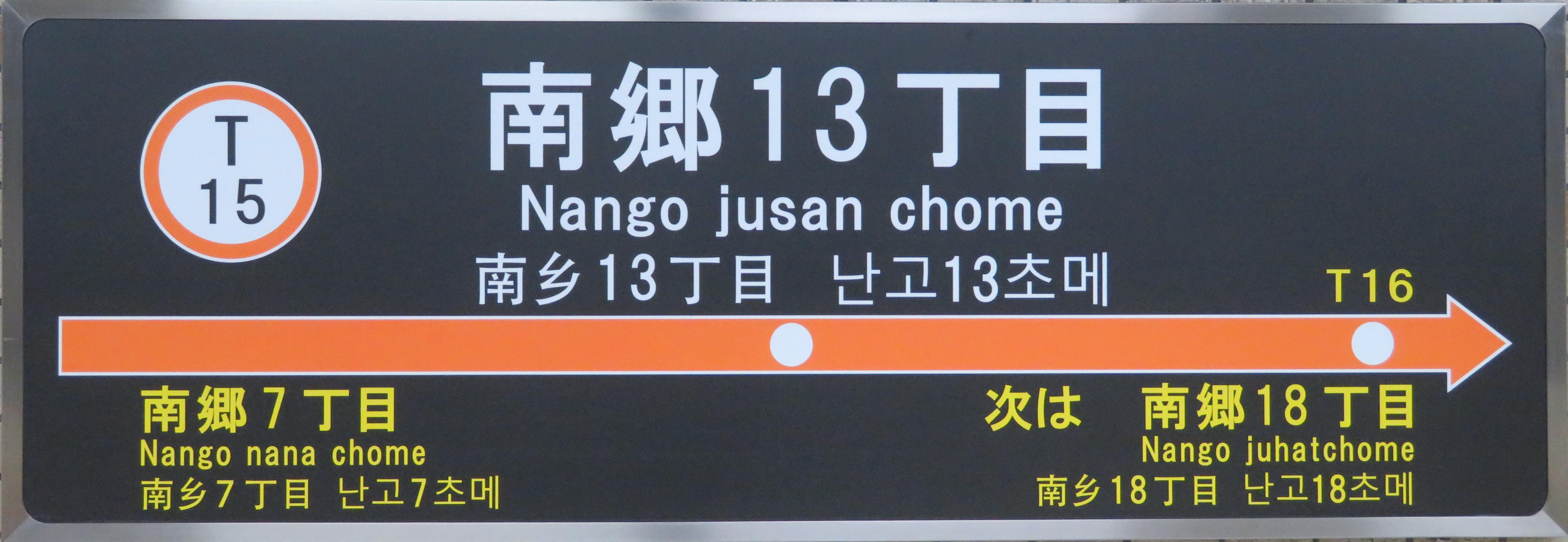
역명판

## 인접역
| 삿포로 시 교통국 지하철 도자이 선 | 삿포로 시 교통국 지하철 도자이 선 | 삿포로 시 교통국 지하철 도자이 선 |
| --------------------------------- | --------------------------------- | --------------------------------- |
| T14 난고 7초메 미야노사와 방면    | ● 도자이 선                       | T16 난고 18초메 신삿포로 방면     |